# Niezależny Samorządny Związek Zawodowy Indywidualnego Rzemiosła Solidarność
NSZZ Indywidualnego Rzemiosła „Solidarność” – związek zawodowy powstały w roku 1981 jako satelita NSZZ „Solidarność”